# Академическая гребля на летних Олимпийских играх 1964 — одиночки
Соревнования среди одиночек по академической гребле среди мужчин на летних Олимпийских играх 1964 года прошли с 11 по 15 октября на гребном канале Тода, расположенном на берегу реки Аракава в префектуре Сайтама. В соревновании приняли участие 13 спортсменов из 13 стран. Действующий олимпийский чемпион из СССР Вячеслав Иванов смог защитить свой титул и стал первым в истории гребцом-одиночником, кому удалось стать трёхкратным олимпийским чемпионом. В 1984 году это достижение смог повторить финский спортсмен Пертти Карппинен, который также как и Иванов побеждал на трёх Играх подряд.
Во второй раз подряд обладателем серебряной медали стал спортсмен из объединённой германской команды Ахим Хилль. Начиная со следующих Игр спортсмены их ФРГ и ГДР стали выступать отдельными сборными. Бронзовую награду в свой 32-й день рождения завоевал швейцарец Готтфрид Коттман.

## Призёры
| Золото               | Серебро                                    | Бронза                     |
| Вячеслав Иванов СССР | Ахим Хилль Объединённая германская команда | Готтфрид Коттман Швейцария |

## Рекорды
До начала летних Олимпийских игр 1964 года лучшее олимпийское время было следующим:
| Лучшее олимпийское время | Спортсмен        | Время   | Место     | Дата           |
| ------------------------ | ---------------- | ------- | --------- | -------------- |
| Лучшее олимпийское время | Генри Пирс (AUS) | 07:01,8 | Амстердам | 8 августа 1928 |

По итогам соревнований никто из спортсменов не смог превзойти данный результат.

## Расписание
Время местное (UTC+9)
| Дата       | Время       | Раунд                  |
| ---------- | ----------- | ---------------------- |
| 11 октября | 14:00-15:00 | Предварительные заезды |
| 12 октября | 16:00-17:00 | Отборочные заезды      |
| 14 октября | 14:40       | Малый финал            |
| 15 октября | 14:30       | Финал A                |

## Результаты

### Предварительный этап
Победитель каждого заезда напрямую проходил в финал соревнований. Все остальные спортсмены попадали в утешительные заезды, где были разыграны ещё три финальных места.

#### Заезд 1
| Место | Спортсмен     | Страна                          | Время   | Отставание | Примечания |
| ----- | ------------- | ------------------------------- | ------- | ---------- | ---------- |
| 1     | Ахим Хилль    | Объединённая германская команда | 7:40,49 | +0,00      | FA         |
| 2     | Вацлав Козак  | Чехословакия                    | 7:45,75 | +5,26      | R          |
| 3     | Роберт Грун   | Нидерланды                      | 7:48,74 | +8,25      | R          |
| 4     | Питер Эдвардс | Австралия                       | 7:53,54 | +13,05     | R          |
| 5     | Отто Плеттнер | Мексика                         | 8:03,86 | +23,37     | R          |

#### Заезд 2
| Место | Спортсмен        | Страна    | Время   | Отставание | Примечания |
| ----- | ---------------- | --------- | ------- | ---------- | ---------- |
| 1     | Дональд Сперо    | США       | 7:41,94 | +0,00      | FA         |
| 2     | Вячеслав Иванов  | СССР      | 7:53,55 | +11,61     | R          |
| 3     | Альберто Демидди | Аргентина | 7:55,59 | +13,65     | R          |
| 4     | Сатооми Касаги   | Япония    | 8:16,96 | +35,02     | R          |

Видео заезда

#### Заезд 3
| Место | Спортсмен        | Страна         | Время   | Отставание | Примечания |
| ----- | ---------------- | -------------- | ------- | ---------- | ---------- |
| 1     | Готтфрид Коттман | Швейцария      | 7:43,70 | +0,00      | FA         |
| 2     | Мюррей Уоткинсон | Новая Зеландия | 7:49,01 | +5,31      | R          |
| 3     | Эугениуш Кубяк   | Польша         | 8:08,96 | +25,26     | R          |
| 4     | Лейф Готфредсен  | Канада         | 8:15,30 | +31,60     | R          |

### Отборочные заезды
Победитель каждого заезда проходил в финал соревнований. Спортсмены занявшие второе и третье место попадали в малый финал, где разыгрывали места с 7-го по 12-е.

#### Заезд 1
| Место | Спортсмен        | Страна         | Время   | Отставание | Примечания |
| ----- | ---------------- | -------------- | ------- | ---------- | ---------- |
| 1     | Мюррей Уоткинсон | Новая Зеландия | 7:45,28 | +0,00      | FA         |
| 2     | Роберт Грун      | Нидерланды     | 7:50,78 | +5,50      | FB         |
| 3     | Сатооми Касаги   | Япония         | 8:13,44 | +28,16     | FB         |

#### Заезд 2
| Место | Спортсмен        | Страна       | Время   | Отставание | Примечания |
| ----- | ---------------- | ------------ | ------- | ---------- | ---------- |
| 1     | Альберто Демидди | Аргентина    | 7:39,67 | +0,00      | FA         |
| 2     | Вацлав Козак     | Чехословакия | 7:42,56 | +2,89      | FB         |
| 3     | Лейф Готфредсен  | Канада       | 8:02,72 | +23,05     | FB         |

#### Заезд 3
| Место | Спортсмен       | Страна    | Время   | Отставание | Примечания |
| ----- | --------------- | --------- | ------- | ---------- | ---------- |
| 1     | Вячеслав Иванов | СССР      | 7:31,76 | +0,00      | FA         |
| 2     | Питер Эдвардс   | Австралия | 7:37,64 | +5,88      | FB         |
| 3     | Эугениуш Кубяк  | Польша    | 7:44,75 | +12,99     |            |
| 4     | Отто Плеттнер   | Мексика   | 7:46,84 | +15,08     | FB         |

### Финалы

#### Финал B
Впервые в программу соревнований гребцов был введён малый финал, в котором спортсмены разыгрывали места с 7-го по 12-е.
| Место | Спортсмен       | Страна       | Время   | Отставание | Итоговое место |
| ----- | --------------- | ------------ | ------- | ---------- | -------------- |
| 1     | Роберт Грун     | Нидерланды   | 7:17,50 | +0,00      | 7              |
| 2     | Лейф Готфредсен | Канада       | 7:28,70 | +11,20     | 8              |
| 3     | Питер Эдвардс   | Австралия    | 7:30,06 | +12,56     | 9              |
| 4     | Отто Плеттнер   | Мексика      | 7:33,24 | +15,74     | 10             |
| 5     | Сатооми Касаги  | Япония       | 7:37,90 | +20,40     | 11             |
| —     | Вацлав Козак    | Чехословакия | DNS     | DNS        | 12             |

#### Финал A
Как и 4 года назад борьба за золотую медаль развернулась между советским гребцом Вячеславом Ивановым и немцем Ахимом Хиллем. Финал проходил в очень ветреную погоду, из-за чего старт отложили на полчаса. Первые 500 метров дистанции оба спортсмена прошли вровень, но затем Хилль стал наращивать темп и к середине дистанции его преимущество над Ивановым составляло почти 5 секунд. Ещё через 500 метров он выигрывал более 7 секунд. Однако на заключительном отрезке Иванов стал очень быстро настигать немецкого гребца и незадолго до финиша смог его опередить. На финише преимущество Иванова составляло 3,73 секунды, таким образов Вячеслав на последних 500 метрах выиграл у Хилля 11 секунд. Третье место занял швейцарский гребец Готтфрид Коттман.
По словам Иванова до начала финального заезда своим главным соперником он считал американца Сперо, которому проиграл на предварительном раунде, а Хилля, который не попал в финал последнего чемпионата Европы, не воспринимал как серьёзного соперника. На середине дистанции Иванов впервые обернулся и увидел, что Хилль значительно его опережает. Тем не менее Иванов решил, что легко отыграет это отставание, но когда за 500 метров разрыв увеличился, то Вячеславу пришлось резко увеличивать свой темп. По ходу заключительного отрезка количество гребков у советского гребца достигало 44 в минуту. После окончания заезда Иванова вынесли из лодки без сознания.
| Место | Спортсмен        | Страна                          | Время   | Отставание |
| ----- | ---------------- | ------------------------------- | ------- | ---------- |
| 1     | Вячеслав Иванов  | СССР                            | 8:22,51 | +0,00      |
| 2     | Ахим Хилль       | Объединённая германская команда | 8:26,24 | +3,73      |
| 3     | Готтфрид Коттман | Швейцария                       | 8:29,68 | +7,17      |
| 4     | Альберто Демидди | Аргентина                       | 8:31,51 | +9,00      |
| 5     | Мюррей Уоткинсон | Новая Зеландия                  | 8:35,57 | +13,06     |
| 6     | Дональд Сперо    | США                             | 8:37,53 | +15,02     |